# Commelomolen
De Commelomolen, Watermolen van Commelo of Heilige Geestmolen is een watermolen op de Zwarte Beek ten westen van het Belgische Beringen, die zich bevindt aan Beekstraat 50.
Het betreft een onderslagmolen die was ingericht als korenmolen. Reeds vóór 1744 moet deze molen er gestaan hebben. In 1873 werd de molen door brand verwoest. In 1877 kochten de Burelen van Weldadigheid van Beringen en Paal deze molenruïne om hem in 1879 te herbouwen. Tot 1990 bleef de molen eigendom van de opvolger van de Burelen, de OCMW. In 1965 was het houten waterrad reeds verwijderd, bij de verlegging van de beek.
De molen kwam in handen van een particulier, en wel Albert Joris-Alenteyns, welke de buitenkant van de molen deed restaureren en ook voornemens was een nieuw rad te plaatsen, wat echter vanwege de hoge kosten geen doorgang kon vinden. De molen is nu een woonhuis.